# Jiang Shiquan
Pour les articles homonymes, voir Jiang.
Dans ce nom, le nom de famille, Jiang, précède le nom personnel.
Jiang Shiquan (chinois 蔣士銓 ; pinyin Jiǎng Shìquán ; EFEO Tsiang Che-ts'iuèn), né en 1725, mort en 1785, est un écrivain chinois.
Poète, Jiang Shiquan a composé plus de trois mille poèmes. Dramaturge, seize de ses pièces, treize chuanqi et trois zaju, ont été préservées jusqu'à nos jours.

## Œuvre dramatique
Dans ses pièces historiques, conformément à l'optique confucéenne, il utilise l'histoire comme miroir du présent. Le Givre sur Guilin (Guilin shuang), datant de 1771, a pour cadre la révolte des Trois Feudataires. Cette pièce et L'Homme dans la neige (Xue zhong ren, 1773) affichent la fidélité de l'auteur envers la dynastie mandchoue.
Ses pièces sentimentales s'inspirent du dramaturge Tang Xianzu. Dans sa pièce Les Rêves de Linchuan, il met en scène de façon originale Tang Xianzu lui-même et les personnages de ses « Quatre rêves de Linchuan », quatre pièces de Tang dont la plus connue est Le Pavillon aux pivoines.

## Traduction
- Paul Demiéville (dir.), Anthologie de la poésie chinoise classique, Paris, Gallimard, « Poésie », 1962  — Tsiang Che-ts'iuan, p. 580